# Стенішешть (комуна)
Стенішешть, Стенішешті (рум. Stănișești) — комуна у повіті Бакеу в Румунії. До складу комуни входять такі села (дані про населення за 2002 рік):
- Балотешть (296 осіб)
- Белчуняса (158 осіб)
- Бенешть (364 особи)
- Велень (76 осіб)
- Горгешть (115 осіб)
- Креєшть (610 осіб)
- Слобозія (1742 особи)
- Слобозія-Ноуе (747 осіб)
- Стенішешть (629 осіб)

Комуна розташована на відстані 240 км на північ від Бухареста, 32 км на південний схід від Бакеу, 83 км на південь від Ясс, 125 км на північний захід від Галаца.

## Населення
За даними перепису населення 2002 року у комуні проживали 4737 осіб. Усі жителі комуни рідною мовою назвали румунську.
Національний склад населення комуни:
| Національність | Кількість осіб | Відсоток |
| -------------- | -------------- | -------- |
| румуни         | 4736           | > 99,9%  |
| цигани         | 1              | < 0,1%   |

Склад населення комуни за віросповіданням:
| Релігія       | Кількість осіб | Відсоток |
| ------------- | -------------- | -------- |
| православні   | 4696           | 99,1%    |
| п'ятдесятники | 31             | 0,7%     |
| старообрядці  | 6              | 0,1%     |
| римо-католики | 2              | < 0,1%   |
| реформати     | 1              | < 0,1%   |
| атеїсти       | 1              | < 0,1%   |